# ヤン・レズナク
ヤン・レズナク（ヤーン・レジュニャーク、Ján Režňák、1919年4月14日 - 2007年9月19日）は、スロバキア空軍の軍人。第二次世界大戦時のスロバキア空軍において第1位の撃墜記録を持つエース・パイロット。最終撃墜数は32機。

## 経歴
1919年4月14日、レズナクはヤブロニツァで生まれた。学業を終えて電気技術者となり、1938年4月から8月までスロバキア航空クラブで飛行訓練を受けた。その後チェコスロバキア空軍に入隊、スピシュスカー・ノバー・ベスの第2飛行学校で軍事教育を受けた。それから下士官および戦闘機パイロットの教育を受け、1939年に独立スロバキアが誕生するころ操縦徽章を得て、スロバキア空軍へ編入となった。兵長に昇進したレズナクはピエシュチャニを基地とする第13飛行隊に配属され、アヴィア Bk-534（B-534戦闘機の機関砲装備型）のパイロットとなった。
1941年6月から8月までレズナクは東部戦線に勤務、ウクライナ上空へ13回の出撃を行った。その間、ソ連空軍は弱体化していたため空戦の機会はほとんど無かった。7月29日、基地上空へ現れた同盟国であるハンガリー空軍のCR.42を敵と見誤り出撃したのが、最初の服務中における一度だけの空戦であった。
1942年2月から7月まで、レズナク軍曹は他のスロバキア人飛行士らとともにデンマークでメッサーシュミット Bf109Eへの機種転換教育を受けた。10月にレズナクは中古のBf109Eを受領して東部戦線へ戻り、第13飛行隊の前線チーム（第52戦闘航空団第13（スロバキア）中隊）に所属して任務についた。
1943年1月17日、クラスノダールでI-153を撃墜して初戦果を記録した。しかし同日、再出撃したレズナクは複数機のLaGG-3に捕捉されて被弾し、乗機がきりもみに陥るもなんとか立て直して基地に帰還した。乗機には60発の機銃弾と3発の機関砲弾を浴びていたが、自身に怪我は無かった。
2月3日、レズナクはドイツの将軍を乗せたJu 52/3mの護衛を命じられるが、Bf109F-4で離陸しようとした時に滑走路面の深いわだちで両車輪が壊れ、乗機はグランドループし急停止した。レズナクがコクピットから出ようとした時、ソ連の戦闘機が飛行場を襲った。レズナクが後ろに隠れた飛行機は連射弾を浴びたが、彼は無傷のままだった。
2月15日、索敵飛行を終えて飛行場に接地しようとした直前、ドイツ軍のJu87Dが前を横切った。レズナクはその上を何とか飛び越えたが、落下着陸して機体は胴体が折れてしまった。この時もレズナクは微傷もしなかった。2日後、Ar 66でアゾフ海上空を飛行中、エンジンが停止して浮氷の上に降りたが直後に飛行機は沈み、レズナクはドイツ兵のボートに救助された。3月25日、レズナクのBf109G-2はPe-2にエンジンを撃たれ、タマン南東の綿畑に胴体着陸した。機体は壊れ、レズナクは額にこぶを作り、右肩に打撲傷を負った。
4月17日からクバン上空で活発化したソ連空軍と制空権をめぐる激しい戦いが始まると、第13スロバキア中隊の撃墜スコアは更に伸びた。4月27日、レズナクがホルムスカヤでLaGG-3を撃墜したことで、中隊は100機目の公認撃墜を達成した。しかし、スロバキア中隊の隊員たちの肉体的・精神的疲労は増大したため、2番目の前線チームと交代することになった。7月7日、レズナクらの最初のチームは前線を離れ、スロバキア本国へ帰還した。レズナクの最終撃墜戦果は、6月30日のLaGG-3であった。
この2回目の服務期間中、レズナクは194回出撃し、36回の空戦に参加した。公認撃墜は32機（LaGG-3を16機、I-16を5機、I-153を4機、MiG-3を3機、DB-3を2機、Pe-2とYak-1を各1機）撃墜し、ほかに不確実3機。自身も2回撃墜されて5回不時着したが、第二次世界大戦におけるスロバキア空軍のトップ・エースとなった。
この戦功に対してレズナクは多数の勲章（スロバキア戦勝銀十字章、軍功銀十字章、金・銀・青銅各英雄勲章、一級鉄十字章・二級鉄十字章、ドイツ名誉杯、黄金ドイツ十字章、クロアチアのズヴォニミル王銀メダルを受章し、上級軍曹から曹長へ昇進した。
本国に帰還後、レズナクはスロバキア防衛を任務とする「即応飛行隊」に配置され、22回の防空出動を行ったが、スコアを伸ばすことはなかった。1944年春、アメリカ軍爆撃機の編隊に対し、スロバキア空軍の迎撃は消極的なものであった。4月6日、レズナクはFi156C-3でピエシュチャニに着陸した際に再び事故を起こしたが、無傷であった。スロバキア民衆蜂起の際にはドイツ軍占領下の西部スロバキアにいたことから蜂起には参加せず、そこで終戦を迎えた。
戦後、レズナクは新生チェコスロバキア空軍に参加し、プロスチェヨフの飛行学校で教官職に就いていたが、1948年に「人民民主主義に対する否定的態度」を理由に除隊させられた。レズナクは、かつての戦友であるヤーン・ゲルトホフェルに頼る形で、民間の航空クラブのインストラクターをすることになった。しかし、1951年に国家保安庁がレズナクの操縦免許証を剥奪したため、以後は設計技師・検査技師として、ポヴァシュスカ・ビストリツァに次いでピエシュチャニで働き、1979年までその職に就いていた。
2007年9月19日、レズナクはマルチンにおいて88年の生涯を終えた。